# 2831 Stevin
2831 Stevin је астероид главног астероидног појаса чија средња удаљеност од Сунца износи 2,225 астрономских јединица (АЈ).
Апсолутна магнитуда астероида је 12,6.